# 卡尔纳克-鲁菲亚克
卡尔纳克-鲁菲亚克（法語：Carnac-Rouffiac，法語發音：[kaʁnak ʁufjak]）是法国洛特省的一个市镇，属于卡奥尔区。该市镇于1795-1800年间由卡尔纳克（Carnac）和鲁菲亚克（Rouffiac）合并而成。

## 地理
卡尔纳克-鲁菲亚克（44°24'50"N, 1°13'54"E）面积13.57 平方千米，位于法国奧克西塔尼大區洛特省，该省份为法国西南部内陆省份，北起顺时针与科雷兹省、康塔爾省、阿韦龙省、塔恩-加龙省、洛特-加龍省和多尔多涅省接壤。
与卡尔纳克-鲁菲亚克接壤的市镇（或旧市镇、城区）包括：阿尔巴斯、贝莱、索泽、凯尔西地区巴格洛讷、波特迪凯尔西。

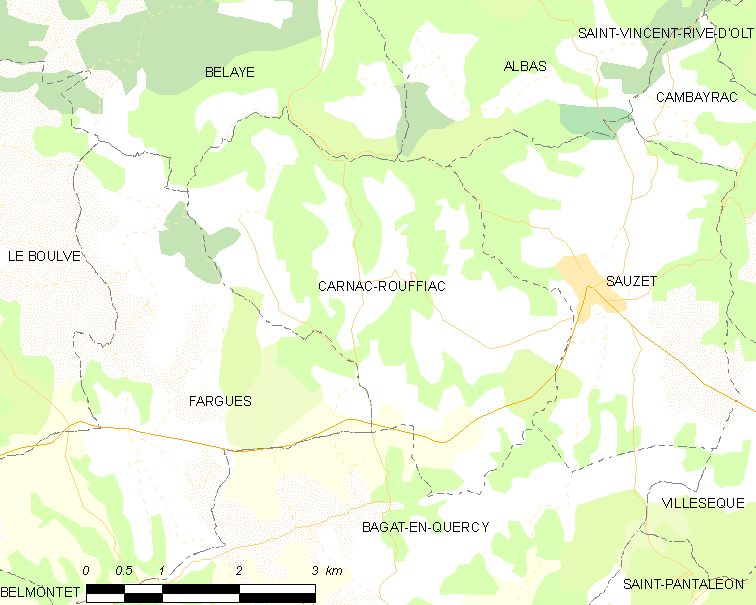
卡尔纳克-鲁菲亚克的OSM定位图

卡尔纳克-鲁菲亚克的时区为UTC+01:00、UTC+02:00（夏令时）。

## 行政
卡尔纳克-鲁菲亚克的邮政编码为46140，INSEE市镇编码为46060。

## 政治
卡尔纳克-鲁菲亚克所属的省级选区为吕泽什县。

## 人口

1962-2008年间卡尔纳克-鲁菲亚克人口变化图示

卡尔纳克-鲁菲亚克于2022年1月1日时的人口数量为230人。